# Corina Combet-Galland
 (décembre 2022).
Corina Combet-Galland, née à Neuchâtel en 1948, est une bibliste suisse, spécialiste du Nouveau Testament et plus particulièrement de l'Évangile selon Marc. Membre de l'Église réformée de France, elle est professeur émérite à la Faculté de théologie protestante de Paris.

## Biographie
Après ses études de théologie à l'université de Neuchâtel, Corina Combet-Galland se spécialise en sémiotique littéraire et biblique. Elle obtient son diplôme de l'École pratique des hautes études, à Paris (1974), et son DEA à l'École des hautes études en sciences sociales (1985). À partir de 1987, elle est maître-assistante puis professeur à la Faculté de théologie protestante de Paris. Sa thèse de doctorat en Nouveau Testament, en 1998, porte sur l'Évangile selon Marc, à l'université de Neuchâtel, sous la direction de Jean Zumstein (« Le Dieu du jeune homme nu »).
Membre du Conseil national de l'Église réformée de France, elle en est vice-présidente de 2007 à 2010. Elle est également présidente en 2008-2010 du Réseau de recherche en analyse narrative des textes bibliques (RRENAB).
Corina Combet-Galland est coresponsable de la rédaction des « Cahiers bibliques » de Foi et Vie.

## Participation à des ouvrages collectifs
- Coautrice de l’ouvrage collectif, Groupe d'Entrevernes, Signes et paraboles, Paris, éditions du Seuil, 1977.
- Avec Françoise Smyth, "Apocalypse 10. L’urgence de la mémoire", in Daniel Marguerat et Jean Zumstein, La mémoire et le temps. Mélanges offerts à Pierre Bonnard, Genève, Labor et Fides, 1991, p. 171-177.
- "L’évangile selon Marc", in Daniel Marguerat éd., Introduction au Nouveau Testament. Son histoire, son écriture, sa théologie, Genève, Labor et Fides, 2008 (4e éd.), p. 57-83.
- "L’évangile de Marc et la pierre qu’il a déjà roulée", in Odette Mainville et Daniel Marguerat éd., La Résurrection, Genève, Labor et Fides, 2001, p. 93-109.
- "L'intrigue amoureuse d’une ode à l'amour. 1 Corinthiens 13", in Daniel Marguerat éd., Quand la Bible se raconte, Paris, éditions du Cerf, 2003, p. 189-208.
- "Souffrance et fragments de parole", in Raphaël Picon, dir., La Mort, le Deuil, la Promesse : Sens et enjeux du service funèbre, Lyon, éditions Olivétan (Edifier & Former), 2005, p. 51-58.
- "D’une nudité à l’autre : un thème de l’évangile de Marc et ses variations", in Simon Claude Mimouni et Isabelle Ullern-Weité, dir., Pierre Geoltrain ou comment « faire l'histoire » des religions ? (Bibliothèque de l'École des hautes études, Sciences religieuses, 128), Turnhout, Brepols, 2006, p. 287-305.
- "Ce Dieu perdu qui m’a trouvé(e)" in Jésus-Christ, de quoi est-on sûr ? Alain Houziaux, dir., éditions de l'Atelier, 2006, p. 79-97.